# Horyzonty Polityki
Horyzonty Polityki – czasopismo naukowe z zakresu nauk o polityce wydawane od 2010 r. najpierw jako półrocznik, a następnie od 2013 roku jako kwartalnik. Czasopismo Horyzonty Polityki publikowane są przez Instytut Nauk o Polityce i Administracji Uniwersytetu Ignatianum w Krakowie.

## Zespół Redakcyjny[2]
- dr Wit Pasierbek SJ – redaktor naczelny (Uniwersytet Ignatianum w Krakowie, Jezuici)
- dr hab. Piotr Świercz, prof. UIK – zastępca redaktora naczelnego (Uniwersytet Ignatianum w Krakowie)
- mgr Monika Grodecka – sekretarz redakcji (Uniwersytet Ignatianum w Krakowie)
- dr Wojciech Arndt (Uniwersytet Ignatianum w Krakowie)
- dr Anna Budzanowska (Uniwersytet Ekonomiczny w Krakowie)
- dr Łukasz Burkiewicz (Uniwersytet Ignatianum w Krakowie)
- prof. dr Matthew Carnes (Georgetown University)
- prof. dr Rocco D'Ambrosio (Pontificia Università Gregoriana)
- prof. dr Patrick J. Deneen (University of Notre Dame)
- dr Tomasz Grabowski (Uniwersytet Ignatianum w Krakowie)
- dr. Anna Krzynówek-Arndt (Uniwersytet Ignatianum w Krakowie)
- dr hab. Rafał Lis (Uniwersytet Ignatianum w Krakowie)
- dr hab. Krzysztof C. Matuszek (Uniwersytet Ignatianum w Krakowie)
- dr Mateusz Pękala (Uniwersytet Ignatianum w Krakowie)
- mgr Jan Rokita (Uniwersytet Ignatianum w Krakowie).

## Punktacja czasopisma
W wykazie czasopism naukowych Ministerstwa Edukacji i Nauki z 9 lutego 2021 r. kwartalnik uzyskał 140 punktów.

## Tematyka poszczególnych tomów[4]
- Vol. 1, Nr 1 (2010): Polityczna natura człowieka
- Vol. 2, Nr 2 (2011): Polityczny potencjał człowieka
- Vol. 2, Nr 3 (2011): Edukacja polityczna
- Vol. 3, Nr 4 (2012): Nieludzki wymiar polityki
- Vol. 3, Nr 5 (2012): Religijne wizje polityki
- Vol. 4, Nr 6 (2013): Patriotyzm i tożsamość
- Vol. 4, Nr 7 (2013): Rzeczpospolita i republikanizm
- Vol. 4, Nr 8 (2013): Europeizacja Europy
- Vol. 4, Nr 9 (2013): Beyond the Horizon
- Vol. 5, Nr 10 (2014): Procesy europeizacji
- Vol. 5, Nr 11 (2014): Ćwierć wieku wolności: Polska 1989-2014
- Vol. 5, Nr 12 (2014): System polityczny: autonomia, autoreprodukcja i dehumanizacja
- Vol. 5, Nr 13 (2014): Politics, Policy and Polity
- Vol. 6, Nr 14 (2015): Suwerenność
- Vol. 6, Nr 15 (2015): Dehumanizacja adwersarza politycznego
- Vol. 6, Nr 16 (2015): Polityka publiczna
- Vol. 6, Nr 17 (2015): European Economy and Geopolitics